# Onthophagus bambra
Onthophagus bambra är en skalbaggsart som beskrevs av Matthews 1972. Onthophagus bambra ingår i släktet Onthophagus och familjen bladhorningar. Inga underarter finns listade i Catalogue of Life.